# 安全完整性等級
安全完整性等級（Safety Integrity Level，簡稱SIL）是機能安全的一部份，定義為由於安全機能所降低風險的相對水準，或是風險降低後，風險的相對水準。簡單來說，安全完整性等級就是度量安全儀表系統（Safety Instrumented Function，簡稱SIF）所需要的性能。
在不同安全法規中，對於特定SIL需滿足的條件也有所不同。依照歐盟的機能安全標準，定義有4種SIL，分別是 SIL 1、SIL 2、SIL 3及SIL 4。在安全機能的執行上，SIL 4 是最可靠的，SIL 1是最不可靠的。SIL 等級越高，代表設備正確執行安全機能的機率越高。SIL 的評定依據許多量化指標，不過也和一些非量化指標有關，例如產品開發流程及安全生命周期管理等。

## SIL的分配
有許多種分配SIL的方式，一般常會合併使用，包括以下幾種：
- 風險矩陣（Risk Matrices）
- 風險圖（Risk Graphs）
- 防护层分析（Layers of Protection Analysis，LOPA）

SIL分配可以依照英國衛生安全局（Health and Safety Executive，HSE）發行的相關資料，用務實、可控制的方式進行測試。依照英國衛生安全局的資料，利用風險矩陣的方式得到的SIL分配已被證實可符合 IEC EN 61508的要求。

## SIL應用上的誤解
對於安全完整性等級的應用，存在有許多的問題及誤解，大致有以下幾項：
- 在應用安全完整性等級時，無法轉換不同標準中標示的安全完整性等級。
- 依照可靠度的估計來估計安全完整性等級。
- 由於系統（特別是軟體系統）太過複雜，使得無法估計安全完整性等級。

上述誤解會帶來一些錯誤的陳述，包括「因為此系統開發時使用的流程是開發 SIL N 系統的標準流程，因此此系統是 SIL N 的系統」，或者斷章取義的使用SIL，例如「這是一個 SIL N 的熱交換器」。根據 IEC 61508，SIL 的概念和系統的失效率無關，只和系統的危險失效率（dangerous failure rate）有關。需要透過安全性分析的方式識別危險失效模式，才能決定其失效率。
SIL等級越高的設備表示其安全可靠越高，但其價格也一定相對提高。而且若系統的SIL等級越高，需要的硬體故障裕度也會提高，以確保在部份設備故障時不會有安全性問題。

## SIL的認證
國際電工協會（IEC）標準IEC 61508（後來變成IEC EN 61508）將SIL依其要求項目分為二大類：硬體安全完整性（hardware safety integrity）及系統安全完整性（systematic safety integrity）。設備或系統若要達到特定的SIL等級，需同時符合該等級二大類完整性的要求項目。
SIL有關硬體安全完整性的條件是以要求的機率分析為基礎。若要達到特定的SIL等級，設備的最大危险失效機率（probability of dangerous failure）及最小安全故障失效比率（Safe Failure Fraction）需符合該等級SIL的要求。待測系統的「危險失效」需明確的定義，一般會以需求限制的方式表示，而其完整性也會在系統開發的過程中被驗證。實際要達到的目標仍會依需求、設備複雜度及使用的冗餘種類而不同。
IEC EN 61508 針對低要求操作模式（low demand operation）時，不同的安全完整性等級定義以下的要求失效概率（Probability of Failure on Demand，簡稱PFD）及風險減低係數（Risk Reduction Factor，簡稱RRF）：
| 安全完整性等級（SIL） | 要求失效概率（PFD） | 風險減低係數（RRF） |
| --------------------- | ------------------- | ------------------- |
| 1                     | 0.1-0.01            | 10-100              |
| 2                     | 0.01-0.001          | 100-1000            |
| 3                     | 0.001-0.0001        | 1000-10,000         |
| 4                     | 0.0001-0.00001      | 10,000-100,000      |

連續操作模式下的要求失效概率及風險減低係數如下所示：
| 安全完整性等級（SIL） | 要求失效概率（PFD）    | 風險減低係數（RRF）       |
| --------------------- | ---------------------- | ------------------------- |
| 1                     | 0.00001-0.000001       | 100,000-1,000,000         |
| 2                     | 0.000001-0.0000001     | 1,000,000-10,000,000      |
| 3                     | 0.0000001-0.00000001   | 10,000,000-100,000,000    |
| 4                     | 0.00000001-0.000000001 | 100,000,000-1,000,000,000 |

必須透過風險分析的流程，識別及分析控制系統的風險。然後會利用各種方式減輕風險，直到整體的風險降低到可接受的程度為止。風險的允許程度就是安全需求中的項目之一，表示成一段特定時間的目標危險失效概率（target probability of a dangerous failure），對應不同的SIL等級。
一般會用認證的方式確認一項設備是否符合特定的SIL等級。符合認證的方式可以利用建立一個嚴謹的開發流程來達成，或者是搜集許多設備運作的歷史資料，以實際的設備運作資料來證實此設備已達到特定的SIL等級。
電機及電子設備可以依據IEC 61508進行功能安全的認證，以說服客戶此設備可以和客戶的應用系統相容。IEC 61511是依據IEC 61508，應用在程序控制產業的標準，主要用在石化產業及危險化學品的製造產業，也用在其他場合。

## 用到SIL的安全標準
以下的標準都使用SIL來衡量可靠度或風險降低的程度。
- ANSI/ISA S84
- IEC 61508 - 功能安全基础标准
- IEC 61511（英语：IEC 61511） - 製程工业功能安全标准
- IEC 62061（英语：IEC 62061） - 工业机器功能安全标准
- ISO 26262 - 道路汽车功能安全标准
- EN 50128
- EN 50129
- MISRA（英语：Motor Industry Software Reliability Association） - 衡量可靠度
- Defence Standard 00-56 Issue 2 - 衡量事故後果

在特定安全標準中的SIL其數字或定義可能和IEC EN 61508中所定義的數字及定義不同。

## 參照
- ALARP
- 誤動作等級（STL）
- 高完整性压力保护系统（英语：HIPPS）：其主要零件均需通過SIL-3認證。
- 工業安全系統

有許多是以IEC 61508為準的標也用到SIL，例如 IEC 62061、ISO 26262。

## 外部連結
- Safety Users Group有功能安全相關資訊及資源
- Inside Functional Safety功能安全的技術雜誌
- 61508.org（页面存档备份，存于） 61508協會
- IEC Safety Zone The IEC Functional safety zone
- Functional Safety, A Basic Guide Functional Safety and IEC 61508: A basic guide
- Overview of 61508 （页面存档备份，存于）  Overview of IEC 61508
- 安全完整性等級SIL 3 介紹 （页面存档备份，存于）探討IEC 61511-1的SIL 3
- 安全仪表系统的十个事实（一）說明SIL只度量設備的故障安全性本質